# 162-я танковая бригада
162-я танковая бригада (162-я тбр) — танковое соединение БТиМВ РККА ВС СССР в Великой Отечественной войне.  В составе действующей армии: с 10 июля 1942 года по 01 апреля 1943 года; с 15 июля 1943 года по 20 августа 1943 года; с 19 ноября 1943 года по 11 мая 1945 года.  

## Полное наименование
162-я танковая Новоград-Волынская Краснознамённая, орденов Суворова и Кутузова бригада.

## История бригады
162-я отдельная танковая бригада сформирована 1 февраля 1942 года в Муроме, по особому штату на 65 танках Т-70. Состав бригады на момент формирования:
- Управление бригады
- 356-й танковый батальон (штат № 010/261)
- 357-й танковый батальон (штат № 010/262)
- Мотострелково-пулемётный батальон (штат № 010/347)
- Противотанковая батарея (штат № 010/348)
- Зенитная батарея (штат № 010/349)
- Рота управления с разведывательным взводом (штат № 010/350)
- Рота технического обеспечения (штат № 010/351)
- Медико-санитарный взвод (штат № 010/352)

В июле 1942 года бригада убыла в 25-й танковый корпус в резерв Ставки ВГК. До вступления в боевые действия бригада переформирована по штатам от 14 июля 1942 года № 010/270—010/277 (32 Т-34 и 21 Т-70):
- Управление со штабом (штат № 010/270) — 44 человек (чел.)
- Рота управления с разведывательным взводом (штат № 010/275) — 147 чел., 1 Т-34, 3 БА-64, 3 мотоцикла М-72
- 356-й танковый батальон (штат № 010/271) — 151 чел., 21 Т-34
- 357-й танковый батальон (штат № 010/272) — 146 чел, 10 Т-34, 21 Т-70
- Мотострелковый батальон (штат № 010/273) — 403 чел., 18 ручных пулемётов (20 с 1.1943), 4 станковых пулемёта, 6 ПТР (24 с 1.1943), 6 82-мм миномётов
- Истребительно-противотанковая батарея (штат № 010/274) — 52 чел., 6 76-мм пушек образца 1942 года (ЗИС-3)
- Рота технического обеспечения (штат № 010/273) — 101 чел.
- Медико-санитарный взвод (штат № 010/273) — 14 чел.

1 января 1944 года переформирована по штатам № 010/500—010/506 (65 Т-34). Состав бригады:
- Управление бригады (штат № 010/500) - 54 чел., 3 мотоцикла, 2 легковые машины, 1 грузовик, 8 винтовок и карабинов
- Рота управления с разведвзводом (штат № 010/504) - 164 чел., 3 БА-64 и/или БТР М3 Скаут, 10 грузовиков, 9 мотоциклов, 97 винтовок и карабинов, 41 пистолет-пулемёт, 4 ручных пулемёта
- 1-й танковый батальон (до 01.01.1944 — 356-й отд. танковый батальон, штат № 010/501) - 21 Т-34, 148 чел., 13 автомашин, 43 карабина, 30 пистолетов-пулемётов
- 2-й танковый батальон (до 01.01.1944 — 357-й отд. танковый батальон, штат № 010/501) - 21 Т-34, 148 чел., 13 автомашин, 43 карабина, 30 пистолетов-пулемётов
- 3-й танковый батальон (штат № 010/501) — 21 Т-34, 148 чел., 13 автомашин, 43 карабина, 30 пистолетов-пулемётов
- Моторизованный батальон автоматчиков (штат № 010/502) — 507 чел., 280 пистолетов-пулемётов, 50 винтовок и карабинов, 18 ручных пулемётов, 4 станковых пулемёта, 18 противотанковых ружей, 6 82-мм миномётов, 4 45-мм противотанковые пушки, 30 грузовиков
- Зенитно-пулемётная рота (штат № 010/503) — 9 ДШК, 48 чел., 9 автомашин
- Рота технического обеспечения (штат № 010/505) — 123 чел., 59 автомашин
- Медико-санитарный взвод (штат № 010/506) — 14 чел., 2 грузовика

## Подчинение
| Вышестоящие воинские части 162-й танковой бригады в период Великой Отечественной войны | Вышестоящие воинские части 162-й танковой бригады в период Великой Отечественной войны | Вышестоящие воинские части 162-й танковой бригады в период Великой Отечественной войны | Вышестоящие воинские части 162-й танковой бригады в период Великой Отечественной войны | Вышестоящие воинские части 162-й танковой бригады в период Великой Отечественной войны |
| Дата                                                                                   | Корпус                                                                                 | Армия                                                                                  | Фронт/военный округ                                                                    |                                                                                        |
| -------------------------------------------------------------------------------------- | -------------------------------------------------------------------------------------- | -------------------------------------------------------------------------------------- | -------------------------------------------------------------------------------------- | -------------------------------------------------------------------------------------- |
| 1 мая 1942                                                                             | -                                                                                      | -                                                                                      | Московский военный округ                                                               |                                                                                        |
| 1 июня 1942                                                                            | -                                                                                      | -                                                                                      | Московский военный округ                                                               |                                                                                        |
| 1 июля 1942                                                                            | 25-й танковый корпус                                                                   | —                                                                                      | Резерв Верховного Главнокомандования (РВГК)                                            |                                                                                        |
| 1 августа 1942                                                                         | 25-й танковый корпус                                                                   | 60-я армия                                                                             | Воронежский фронт                                                                      |                                                                                        |
| 1 сентября 1942                                                                        | 25-й танковый корпус                                                                   | 40-я армия                                                                             | Воронежский фронт                                                                      |                                                                                        |
| 1 октября 1942                                                                         | 25-й танковый корпус                                                                   | 40-я армия                                                                             | Воронежский фронт                                                                      |                                                                                        |
| 1 ноября 1942                                                                          | 25-й танковый корпус                                                                   | —                                                                                      | Воронежский фронт                                                                      |                                                                                        |
| 1 декабря 1942                                                                         | 25-й танковый корпус                                                                   | 6-я армия                                                                              | Воронежский фронт                                                                      |                                                                                        |
| 1 января 1943                                                                          | 25-й танковый корпус                                                                   | —                                                                                      | Юго-Западный фронт                                                                     |                                                                                        |
| 1 февраля 1943                                                                         | 25-й танковый корпус                                                                   | —                                                                                      | Юго-Западный фронт                                                                     |                                                                                        |
| 1 марта 1943                                                                           | 25-й танковый корпус                                                                   | —                                                                                      | Юго-Западный фронт                                                                     |                                                                                        |
| 1 апреля 1943                                                                          | 25-й танковый корпус                                                                   | —                                                                                      | Резерв Верховного Главнокомандования (РВГК)                                            |                                                                                        |
| 1 мая 1943                                                                             | 25-й танковый корпус                                                                   | —                                                                                      | Резерв Верховного Главнокомандования (РВГК)                                            |                                                                                        |
| 1 июня 1943                                                                            | 25-й танковый корпус                                                                   | —                                                                                      | Резерв Верховного Главнокомандования (РВГК)                                            |                                                                                        |
| 1 июля 1943                                                                            | 25-й танковый корпус                                                                   | —                                                                                      | Резерв Верховного Главнокомандования (РВГК)                                            |                                                                                        |
| 1 августа 1943                                                                         | 25-й танковый корпус                                                                   | 11-я гвардейская армия                                                                 | —                                                                                      |                                                                                        |
| 1 сентября 1943                                                                        | 25-й танковый корпус                                                                   | —                                                                                      | Московский военный округ                                                               |                                                                                        |
| 1 октября 1943                                                                         | 25-й танковый корпус                                                                   | —                                                                                      | Московский военный округ                                                               |                                                                                        |
| 1 ноября 1943                                                                          | 25-й танковый корпус                                                                   | —                                                                                      | Московский военный округ                                                               |                                                                                        |
| 1 декабря 1943                                                                         | 25-й танковый корпус                                                                   | —                                                                                      | 1-й Украинский фронт                                                                   |                                                                                        |
| 1 января 1944                                                                          | 25-й танковый корпус                                                                   | 13-я армия                                                                             | 1-й Украинский фронт                                                                   |                                                                                        |
| 1 февраля 1944                                                                         | 25-й танковый корпус                                                                   | 60-я армия                                                                             | 1-й Украинский фронт                                                                   |                                                                                        |
| 1 марта 1944                                                                           | 25-й танковый корпус                                                                   | 13-я армия                                                                             | 1-й Украинский фронт                                                                   |                                                                                        |
| 1 апреля 1944                                                                          | 25-й танковый корпус                                                                   | 13-я армия                                                                             | 1-й Украинский фронт                                                                   |                                                                                        |
| 1 мая 1944                                                                             | 25-й танковый корпус                                                                   | 13-я армия                                                                             | 1-й Украинский фронт                                                                   |                                                                                        |
| 1 июня 1944                                                                            | 25-й танковый корпус                                                                   | 13-я армия                                                                             | 1-й Украинский фронт                                                                   |                                                                                        |
| 1 июля 1944                                                                            | 25-й танковый корпус                                                                   | 13-я армия                                                                             | 1-й Украинский фронт                                                                   |                                                                                        |
| 1 августа 1944                                                                         | 25-й танковый корпус                                                                   | —                                                                                      | 1-й Украинский фронт                                                                   |                                                                                        |
| 1 сентября 1944                                                                        | 25-й танковый корпус                                                                   | —                                                                                      | 1-й Украинский фронт                                                                   |                                                                                        |
| 1 октября 1944                                                                         | 25-й танковый корпус                                                                   | 38-я армия                                                                             | 1-й Украинский фронт                                                                   |                                                                                        |
| 1 ноября 1944                                                                          | 25-й танковый корпус                                                                   | 38-я армия                                                                             | 1-й Украинский фронт                                                                   |                                                                                        |
| 1 декабря 1944                                                                         | 25-й танковый корпус                                                                   | —                                                                                      | 1-й Украинский фронт                                                                   |                                                                                        |
| 1 января 1945                                                                          | 25-й танковый корпус                                                                   | 3-я гвардейская армия                                                                  | 1-й Украинский фронт                                                                   |                                                                                        |
| 1 февраля 1945                                                                         | 25-й танковый корпус                                                                   | 3-я гвардейская армия                                                                  | 1-й Украинский фронт                                                                   |                                                                                        |
| 1 марта 1945                                                                           | 25-й танковый корпус                                                                   | 3-я гвардейская армия                                                                  | 1-й Украинский фронт                                                                   |                                                                                        |
| 1 апреля 1945                                                                          | 25-й танковый корпус                                                                   | 3-я гвардейская армия                                                                  | 1-й Украинский фронт                                                                   |                                                                                        |
| 1 мая 1945                                                                             | 25-й танковый корпус                                                                   | 3-я гвардейская армия                                                                  | 1-й Украинский фронт                                                                   |                                                                                        |

## Знаки отличия
- Почётное наименование — «Новоград-Волынская» (приказ Верховного Главнокомандующего № 54 от 3 января 1944 года за отличие в боях за освобождение города Новоград-Волынский)
- орден Кутузова 2 степени (Указ Президиума Верховного Совета СССР от 10 августа 1944 года) — за образцовое выполнение заданий командования в боях с немецкими захватчиками, за овладение городами Перемышль и Ярослав и проявленные при этом доблесть и мужество
- орден Красного Знамени (Указ Президиума Верховного Совета СССР от 19 февраля 1945 года) — за образцовое выполнение заданий командования в боях с немецкими захватчиками, за овладение городом Кельце и проявленные при этом доблесть и мужество
- орден Суворова 2 степени (Указ Президиума Верховного Совета СССР от 19 февраля 1945 года) — за образцовое выполнение заданий командования в боях с немецкими захватчиками, за овладение городами Острув и Ельс и проявленные при этом доблесть и мужество[6]

## Командный состав бригады

### Командиры бригады
- полковник Анисимов, Борис Афанасьевич (с 19 июня 1942 по 15 мая 1943]
- полковник Б. С. (Иосиф Петрович) Благонравов (в списке нет, погиб в конце февраля 1943)
- подполковник, с 11 июля 1943 полковник Волынец Игнатий Антонович (с 16 мая 1943 по 14 августа 1943), тяжело ранен или погиб 19 июля 1943
- полковник Михайлов Исай Петрович (с 15 августа 1943 по 13 февраля 1944)
- подполковник Шалыгин, Иосиф Фёдорович (в списке нет, с 01 февраля 1944), ранен
- полковник Косых Михаил Дмитриевич (с 14 февраля 1944 по 20 мая 1944)
- подполковник Гладнев Дмитрий Фёдорович (с 21 мая 1944 по 15 декабря 1944)
- полковник Мищенко Иван Петрович (с 16 декабря 1944 по 11 мая 1945)

### Начальники штаба бригады
- майор А. Е. Каприльянс
- майор Г. В. Будник

### Комиссары (заместители командира по политической части)
Военные комиссары бригады, с 9 октября 1942 года заместители командира бригады по политической части:
- старший батальонный комиссар, с 23 ноября 1942 - подполковник Закутский, Александр Дмитриевич (с 19 марта 1942 по 22 декабря 1942)
- подполковник Акулич Константин Иванович (с 31 декабря 1942 по 20 апреля 1943)
- подполковник Сыропятов Николай Иванович (с 28 апреля 1943 по 16 июня 1943)

### Начальники политотдела
С июня 1943 года должности начальника политотдела и заместителя командира бригады по политической части совмещены
- батальонный комиссар Кучеренко Борис Максимович (с 19 марта 1942 по 26 октября 1942)
- майор, с 4 марта 1943 подполковник Сыропятов Николай Иванович (с 26 октября 1942 по 28 апреля 1943)
- майор Лушников Северьян Иванович (с 28 апреля 1943 по 16 июня 1943)
- подполковник Сыропятов Николай Иванович (с 16 июня 1943 по 3 сентября 1943)
- майор, с 11 июля 1944 подполковник Логачев Василий Васильевич (с 3 сентября 1943 по 25 июля 1945)

### Заместитель командира бригады по строевой части
- подполковник Айзенберг Исаак Ильич (с 30 сентября 1942 по октябрь 1942)[7]